# Дудлея
Дудлея (Dudleya Britton et Rose) — рід сукулентів з родини товстолистих.

## Етимологія
Рід отримав назву від імені професора Стенфордського університету Вільяма Дадлі.

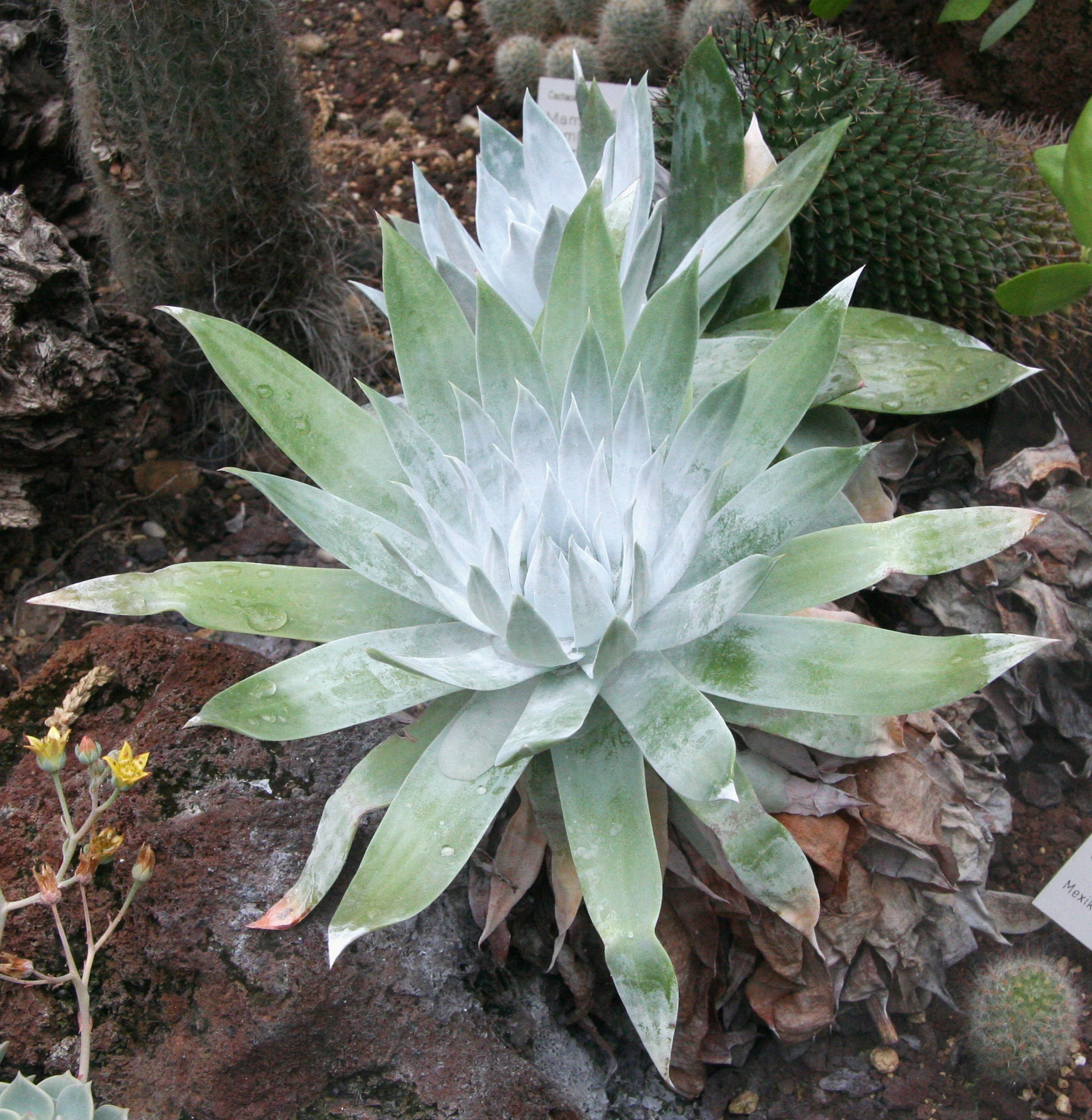
Dudleya anthonyi в Кельнському ботанічному саду

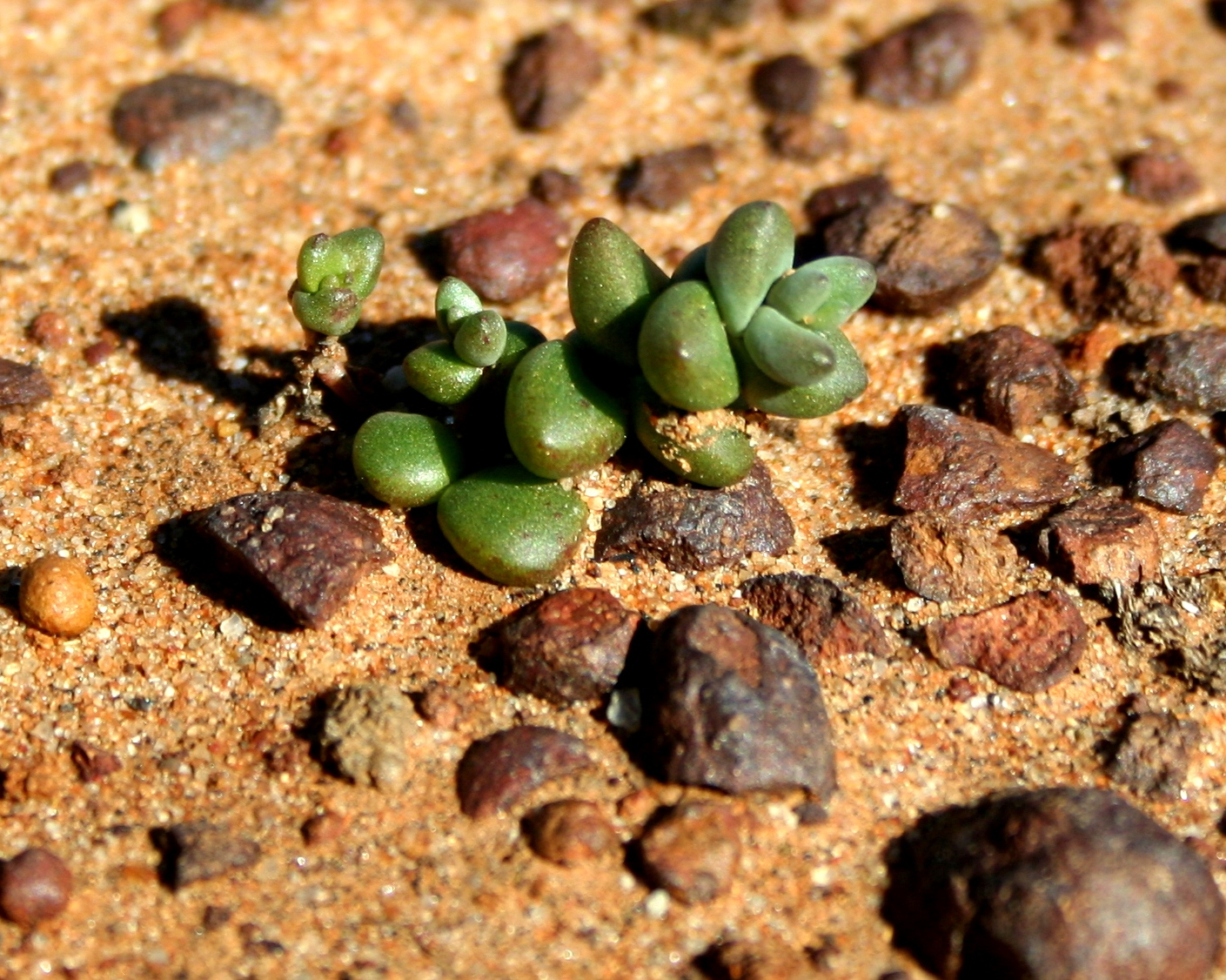
Dudleya blochmaniae subsp. brevifolia

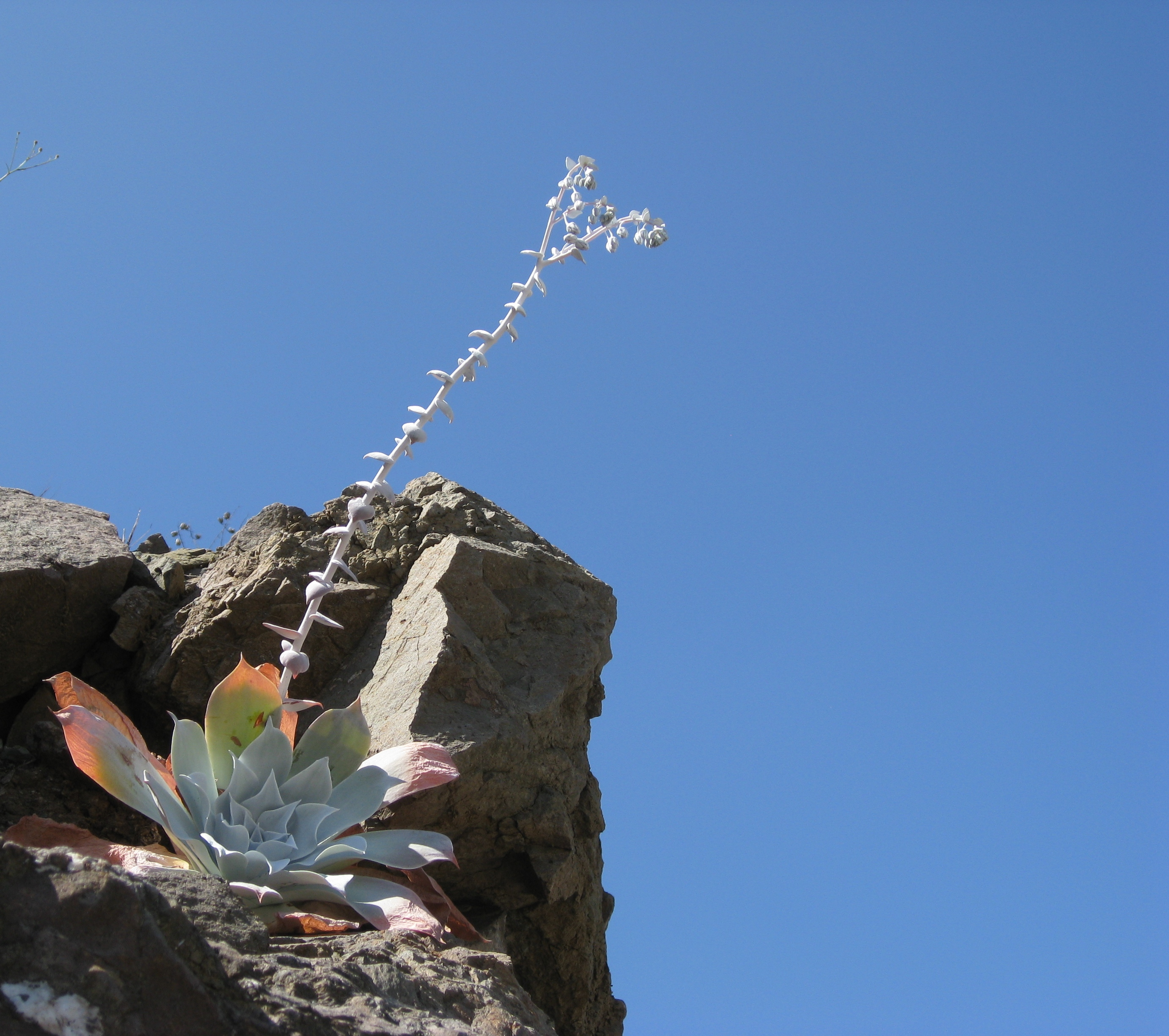
Dudleya pulverulenta

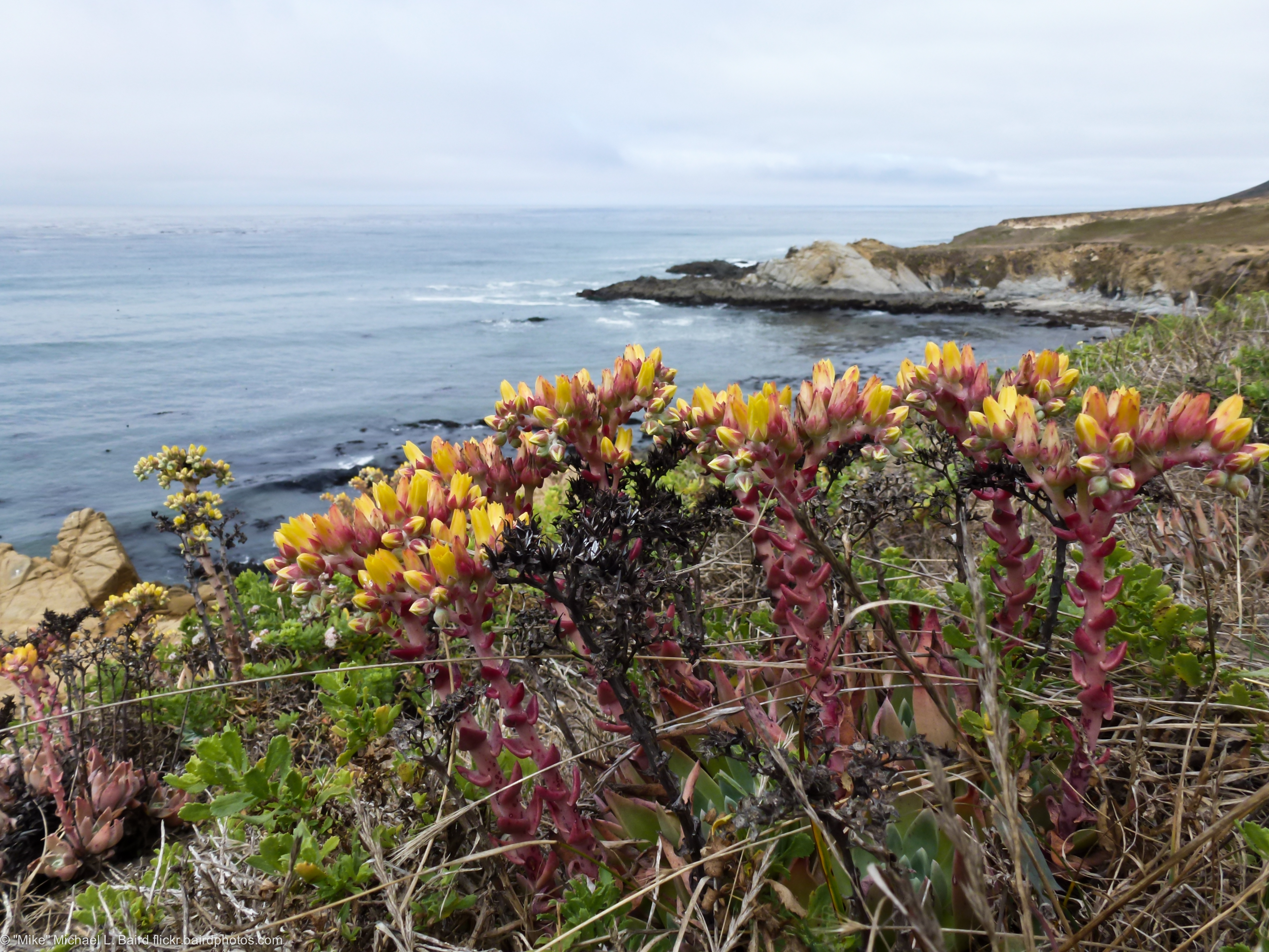
Цвіте Dudleya caespitosa

## Загальна біоморфологічна характеристика
Багаторічні сукулентні рослини з укороченим стеблом. Деякі види утворюють невеликий каудекс. Більшість видів — розеткові рослини, але деякі — чагарнички до 40 см заввишки. Стебла — одиночні або вилкоподібно розгалужені, низькі, часто дуже вкорочені. Листки — м'ясисті, соковиті, переважно ланцетні, видовжено-ланцетні, лінійні, дуже різноманітні за формою, сизі або зелені, нерідко мають вапняно-білий наліт. На верхівках пагонів листя по 50-100 штук зібрані в розетку діаметром від 2 до 50 см. Квітки — 5-членні, дзвоникоподібні, 0,7 — 1,5 см завдовжки, зібрані у верхівкові метельчаті або щиткоподібні суцвіття, мають жовтавий, червоний, рожевий або білий колір. Квітконоси із сильно редукованим листям виходять з пазух листків.
Дудлеї знаходяться у близькому рідстві з Ечеверіями та зовнішньо дуже схожі. В природі вони нерідко зростають поруч, однак дудлеї ростуть повільніше.
Гібриди серед мексиканських товстолистих дуже рідкісні в дикій природі, ймовірно, тому що ті деякі види, які зустрічаються разом і цвітуть, водночас обслуговуються різними запильниками. А проте, більшість видів і родів легко схрещуються у вирощуванні. Якобсен і Роулі у 1958 запропонували спеціальну назву для міжродових гібридів Dudleya з Echeveria — х Dudleveria.

## Поширення
Рослини цього роду поширені на південному заході США і півночі Мексиці.

## Охорона в природі
Види Dudleya traskiae і Dudleya stolonifera знаходяться на грані зникнення і їх продаж заборонений без спеціального дозволу.

## Утримання в культурі
В культурі вирощують переважно розеточні дудлеї. В колекціях зустрічаються багато видів. Рослини утримують у світлих приміщеннях, на яскравому сонці злегка притінюють. З весни до осені регулярно поливають у міру висихання ґрунту. Взимку утримують сухо при температурі 5 — 10 °C. Землесуміш — повітро і вологопроникна, складається з рівних частин листової землі та піску.
Розмножують переважно насінням, або підсушеними протягом декількох днів листовими живцями.
Колекція Ботанічного саду імені академіка Олександра Фоміна в Києві представлена вісьмома видами.

## Види

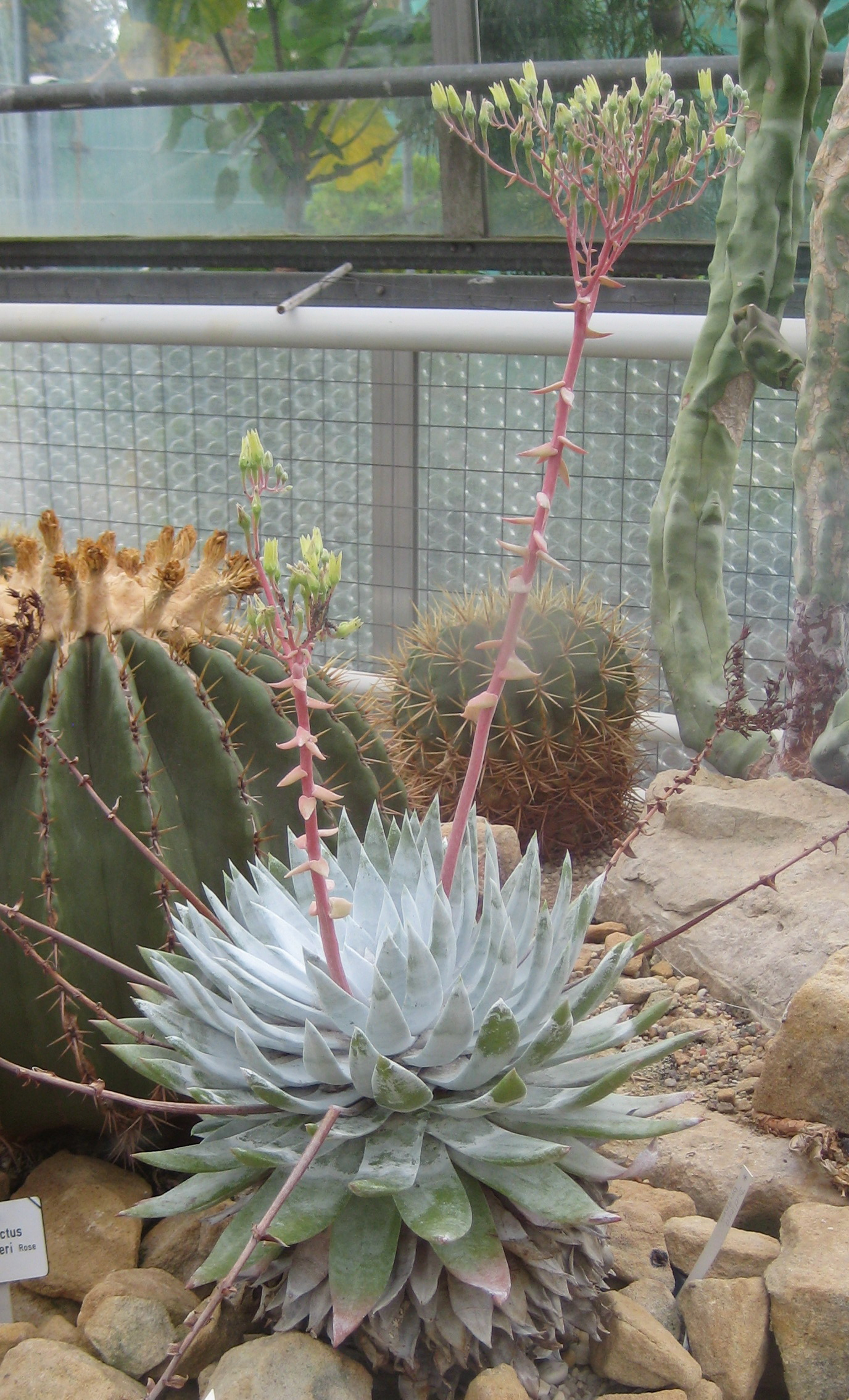
Дудлея Бріттона (Dudleya brittonii) в Дрезденському ботанічному саду

За різними джерелами рід Дудлея налічує від 40 до 50 видів: